# Андреева, Екатерина Михайловна
Екатерина Михайловна Андреева (пол. Katarzyna Andrejewa-Prószyńska, 19 декабря 1941, Ташкент — 18 сентября 2008, Польша) — советский и польский арахнолог. Открыла и впервые для науки описала несколько десятков новых видов пауков.

## Биография
Родилась 16 ноября 1941 года в городе Ташкент (Узбекская ССР, СССР) и провела часть своего детства в Самарканде. Её бабушка, Мария Викентьевна Ясевич, была полькой, но в конце 1880-х годов за свою политическую деятельность была сослана в Среднюю Азию, где вышла замуж за землеустроителя Константина Писарчика и родила четырёх детей, включая мать Андреевой, Антонину Константиновну (1907—1995). Антонина Константиновна стала студенткой этнографии в Ташкентском университете, а позже вышла замуж за профессора этнографии этого университета Михаила Степановича Андреева (1873—1948). Их дочь Екатерина Андреева родилась в Ташкенте в 1941 году, а в 1946 году вместе с матерью переехала в Душанбе в Таджикистан. Мать приглашала её в этнографические экспедиции по всему Таджикистану.
В 1960 году Андреева начала изучать биологию в местном университете, где в одиночку занималась исследованием пауков, обитающих в Таджикистане. В этот период не существовало специалистов по паукам Центральной Азии. В 1966 году Андреева закончила университетский курс и в 1971 году получила степень кандидата биологических наук в Таджикистане, работая в Памирском биологическом институте (Душанбе), проводя по несколько месяцев в году на Памире, а также работая на кафедре энтомологии Ленинградского университета под официальным руководством профессора Виктора Тыщенко, который занимался пауками в Казахстане. Поэтому её называют представителем ленинградской арахнологической школы.
Умерла во время медицинского обследования, готовясь к серьёзной операции 18 сентября 2008 в Милянувек, Польша. У неё остались муж и два сына.

## Карьера
С 1966 по 1971 год Андреева наиболее интенсивно собирала пауков в Центральной Азии самостоятельно, особенно в высокогорных районах. Её уникальная коллекция пауков является источником для проведения ревизий и таксономических исследований Центральной Азии. В сентябре 1972 года она вышла замуж за польского арахнолога Ежи Прушиньского (Jerzy Prószyński) и переехала в Польшу. Основной причиной её переезда в Польшу стала неудача с трудоустройством в Зоологический институт в Ленинграде, который считался лучшим местом в СССР для изучения таксономии.
В 1974 году она участвовала в Международном арахнологическом конгрессе в Амстердаме. В 1976 году Андреева опубликовала книгу «Пауки Таджикистана», которая является таксономической книгой по паукам Центральной Азии и до сих пор используется для «ревизий и таксономических исследований этого региона». Она использовала собственные средства для публикации «Пауков Таджикистана», и это первая в СССР оригинальная монография о пауках Центральной Азии. Мать Андреевой помогала ей редактировать книгу.

## Основные труды

### Публикации
- Андреева Е. М. 1968. Материалы по фауне пауков Таджикистана. III. Mygalomorphae. Доклады Академии Наук Таджикской ССР 11: 68—71.
- Андреева Е. М., Тыщенко В. П. 1968. Материалы по фауне пауков Таджикистана (Aranei) of Tadjikistan. II. Zodariidae. Зоологический журнал 47: 684—689.
- Андреева Е. М., Тыщенко В. П. Материалы по фауне пауков Таджикистана. Haplogynae, Cribellatae, Ecribellatae Trionychae (Pholcidae, Palpimanidae, Hersiliidae, Oxyopidae) // Энтомологическое обозрение : Журнал. — 1969. — Vol. 48, № 2. — P. 373—384.
- Andreeva E. M. 1975. Distribution and ecology of spiders (Aranei) in Tadjikistan. Fragmenta Faunistica, Warsaw 20: 323—352.
- Андреева Е. М. 1976. Пауки Таджикистана. Душанбе, 193 с.
- Andreeva E. M., Hęciak S. & Prószyński J. 1984. Remarks on Icius and Pseudicius (Araneae, Salticidae) mainly from central Asia. Annales Zoologici 37: 349—375.

### Таксоны, описанные Андреевой
- Alioranus avanturus Andreeva & Tystshenko, 1970 — синоним вида Alioranus chiardolae
- Anemesia karatauvi (Andreeva, 1968)
- Attulus ansobicus (Andreeva, 1976)
- Benoitia tadzhika (Andreeva, 1976)
- Bogdocosa kronebergi (Andreeva, 1976)
- Chalcoscirtus ansobicus Andreeva, 1976
- Cyrba tadzika Andreeva, 1969 — synonym of Cyrba ocellata
- Devade hispida (Andreeva & Tystshenko, 1969) — синоним вида Devade tenella
- Dolomedes tadzhikistanicus Andreeva, 1976
- Erigone charitonowi Andreeva & Tystshenko, 1970 — nomen dubium
- Evippa beschkentica Andreeva, 1976
- Lathys spasskyi Andreeva & Tystshenko, 1969
- Mogrus antoninus Andreeva, 1976
- Mogrus faizabadicus Andreeva, Kononenko & Prószyński, 1981
- Nepalicius nepalicus (Andreeva, Hęciak & Prószyński, 1984)
- Oecobius tadzhikus Andreeva & Tystshenko, 1969
- Oxyopes takobius Andreeva & Tystshenko, 1969
- Pellenes kulabicus Andreeva, 1976 — синоним вида Pellenes geniculatus
- Pellenes tocharistanus Andreeva, 1976
- Plexippus dushanbinus Andreeva, 1969
- Pseudomogrus bactrianus (Andreeva, 1976)
- Rudakius afghanicus (Andreeva, Hęciak & Prószyński, 1984)
- Rudakius spasskyi (Andreeva, Hęciak & Prószyński, 1984)
- Styloctetor asiaticus (Andreeva & Tystshenko, 1970) — синоним вида Styloctetor romanus
- Synageles charitonovi Andreeva, 1976
- Synageles ramitus Andreeva, 1976
- Ummidia gandjinoi (Andreeva, 1968)
- Zaitunia beshkentica (Andreeva & Tystshenko, 1969)
- Zaitunia martynovae (Andreeva & Tystshenko, 1969)
- Zodariellum surprisum Andreeva & Tystshenko, 1968
- Zodarion continentale Andreeva & Tystshenko, 1968
- Zodarion martynovae Andreeva & Tystshenko, 1968
- Zodarion tadzhikum Andreeva & Tystshenko, 1968

## Таксоны, названные в честь Андреевой
Признавая значительный вклад Андреевой в науку разными учёными мира в его честь было названо не менее 9 новых для науки таксонов пауков.
- Aelurillus andreevae Nenilin, 1984
- Aelurillus catherinae Prószyński, 2000
- Anemesia andreevae Zonstein, 2018
- Chalcoscirtus catherinae Prószyński, 2000
- Euophrys catherinae Prószyński, 2000
- Homolophus andreevae Staręga & Snegovaya, 2008
- Katya Prószyński, 2010
- Parasyrisca andreevae Ovtsharenko, Platnick & Marusik, 1995
- Phlegra andreevae Logunov 1996